# VI. Benedek pápa
VI. Benedek (latinul: Benedictus), (? – 974. július 8.) lépett 136.-ként a pápai trónusra 972 szeptemberében. Megválasztásában nagy szerepet játszott a felerősödött új európai hatalom, a Német-római Császárság befolyása. Rövid pontifikátusa tulajdonképpen szinte nyom nélkül tűnt el a vallástörténelem süllyesztőjében. Ebben nagy szerepe volt annak a ténynek, hogy épp Benedek uralkodása alatt tört meg ez a hatalom.

## Élete
Rómában született, egy germán családban. Apját Hildebrandnak hívták. Az egyházhoz úgy került közel, hogy még ifjú korában szerzetesnek állt. Később a Szent Tódor-templom presbiter bíborosa lett. Amikor XIII. János pápa meghalt a császári követek jelenlétében, azok hathatós befolyásával választották meg az egyház fejének 972 szeptemberében. Felszenteléséig azonban 973. január 13-áig várni kellett, hiszen a császári megegyezés alapján előbb meg kellett várni Nagy Ottó császár megerősítését. 

Rómában már jó ideje ferde szemmel nézték a német császár bábjait Szent Péter trónján. Nem volt ez alól kivétel Benedek sem. Az új pápa arrogánsan viselkedett a római nemesekkel, de mindent megadott a német főuraknak, és kiváltképp a császárnak. Több templomnak és kolostornak kiváltságokat és jogokat adományozott, és támogatta a clunyi apátság munkáját. Egyéb nem is maradt fenn pontifikátusáról.
Azonban 973 májusában meghalt a Német-római Birodalom első császára, Ottó, aki Benedek legfőbb védője volt Rómában. Amikor az uralkodó halálhíre elért az örök városba, a nemesek fellázadtak Benedek uralma ellen, megfosztották hatalmától és az Angyalvárba zárták. A zavargások élére a Crescentius család és az általuk állított ellenpápa a későbbi VII. Bonifác állt. Kevesebb mint két hónapos rabság után állítólag a későbbi VII. Benedek pápa parancsára megfojtották 974 júniusában, ugyanis féltek attól, hogy a II. Ottó által küldött követ szabadon fogja engedni Benedeket.

## Művei
- Documenta Catholica Omnia (latin nyelven). (Hozzáférés: 2011. december 6.)